# Melodi Grand Prix
Le Melodi Grand Prix (MGP) est un concours de chanson annuel organisé par la télévision publique norvégienne, la Norsk rikskringkasting, afin de choisir le représentant du pays pour le Concours Eurovision de la chanson et ce depuis qu'ils l'ont rejoint en 1960.
Le Grand Prix a produit trois gagnants de l'Eurovision et neuf artistes ayant atteint le top 5 pour la Norvège dans le concours, même si la Norvège détient le record de représentants ayant obtenu la dernière place.

## Artistes et compositeurs

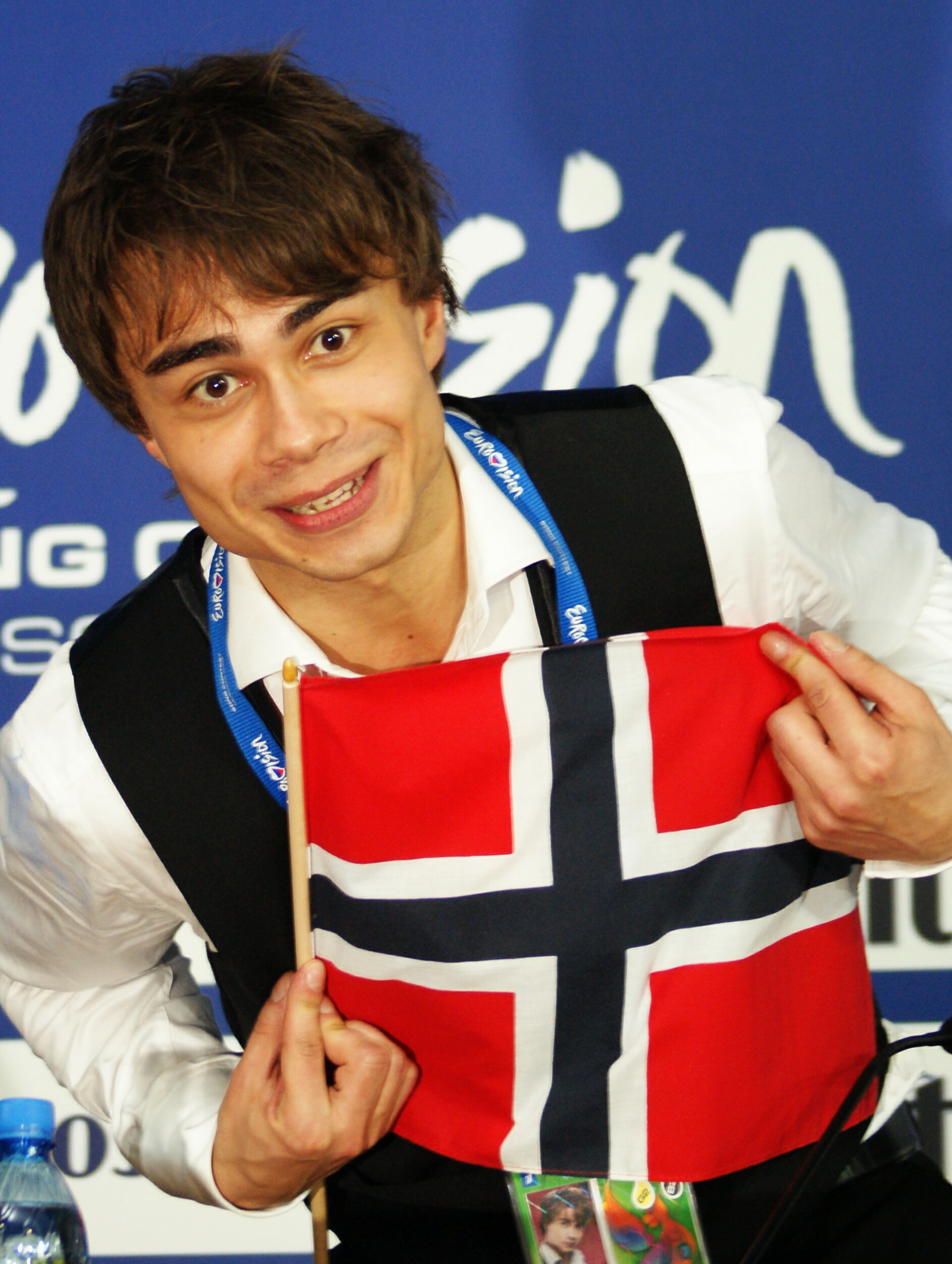
Alexander Rybak

Le Melodi Grand Prix a fait connaitre des artistes norvégiens peu connus du public norvégien. Cela a permis de leur lancer des carrières nationales comme ce fut le cas pour Hanne Krogh, Jahn Teigen, Anita Skorgan, Karoline Krüger, Alexander Rybak ou Keiino.

### Record de participations
Jahn Teigen est le chanteur qui a accédé le plus à la finale du concours : 14 fois. Il participe pour la première fois en 1974 et sa dernière participation date de 2005. De plus, il participe aux entractes en 2008 et 2016. Il est suivi par Tor Endressen qui a participé à 12 finales du prix. Il participe pour la première fois en 1987 et sa dernière participation date de 2015. Puis la chanteuse Inger Lise Rypdal a participé à 11 finales alors que Kirsti Sparboe participe à 8 finales.

### Benjamine et doyen
L'artiste le plus vieux qui a participé au prix est le chanteur country Bobby Bare qui a pris part à l'édition de 2012, il était âgé de 76 ans au moment de sa participation.
La plus jeune participante est Anita Hegerland, qui participe à l'édition de 1971 à l'âge de 9 ans. Cependant la gagnante la plus jeune est Hanne Krogh, la chanteuse avait 15 ans quand elle a gagné l'édition de 1971.

## Présentateurs
| Années | Présentateurs                              |
| ------ | ------------------------------------------ |
| 1960   | Erik Diesen et Odd Grythe                  |
| 1961   | Erik Diesen et Odd Grythe                  |
| 1962   | Odd Grythe                                 |
| 1963   | Odd Grythe                                 |
| 1964   | Odd Grythe                                 |
| 1965   | Odd Grythe                                 |
| 1966   | Øivind Bergh                               |
| 1967   | Jan Voigt                                  |
| 1968   | Jan Voigt                                  |
| 1969   | Janka Polanyi                              |
| 1971   | Jan Voigt                                  |
| 1972   | Vidar Lønn-Arnesen                         |
| 1973   | Vidar Lønn-Arnesen                         |
| 1974   | Vidar Lønn-Arnesen                         |
| 1975   | Bergljot Engeset                           |
| 1976   | Jan Voigt                                  |
| 1977   | Vidar Lønn-Arnesen                         |
| 1978   | Egil Teige                                 |
| 1979   | Egil Teige                                 |
| 1980   | Åse Kleveland                              |
| 1981   | Sverre Kjelsberg                           |
| 1982   | Ivar Dyrhaug                               |
| 1983   | Ivar Dyrhaug                               |
| 1984   | Sissel Keyn Lodding                        |
| 1985   | Rita Westvik                               |
| 1986   | Jarl Goli                                  |
| 1987   | Eldbjørg Vaage                             |
| 1988   | Dan Børge Akerø                            |
| 1989   | Øystein Bache                              |
| 1990   | Leif Erik Forberg                          |
| 1992   | Jahn Teigen et Elisabeth Andreasson        |
| 1993   | Ingunn Kyrkjebø                            |
| 1994   | Tande-P.                                   |
| 1995   | Petter Nome                                |
| 1996   | Tande-P.                                   |
| 1997   | Tande-P.                                   |
| 1998   | Rune Gokstad et Øystein Bache              |
| 1999   | Rune Gokstad et Øystein Bache              |
| 2000   | Stine Buer et Hans Christian Andersen      |
| 2001   | Hans Christian Andersen                    |
| 2003   | Øystein Bache                              |
| 2004   | Ivar Dyrhaug                               |
| 2005   | Ivar Dyrhaug                               |
| 2006   | Stian Barsnes-Simonsenog et Synnøve Svabø  |
| 2007   | Stian Barsnes-Simonsenog et Synnøve Svabø  |
| 2008   | Per Sundnes                                |
| 2009   | Per Sundnes et Maria Haukaas Storeng       |
| 2010   | Per Sundnes et Marte Stokstad              |
| 2011   | Anne Rimmen et Per Sundnes                 |
| 2012   | Marte Stokstad et Per Sundnes              |
| 2013   | Jenny Skalven et Erik Solbakken            |
| 2014   | Jenny Skalven et Erik Solbakken            |
| 2015   | Silya Nymoen et Kåre Magnus Berth          |
| 2016   | Silya Nymoen et Kåre Magnus Berth          |
| 2017   | Line Elvsåshagen et Kåre Magnus Berth      |
| 2024   | Fredrik Solvang et Marion Ravn             |
| 2025   | Markus Neby, Marte Stokstad et Tete Lidbom |

## Lieux et dates
| Années | Finale     | Finale                  | Finale    | Demi-finale                  | Demi-finale                      | Demi-finale |
| Années | Dates      | Lieux                   | Ville     | Dates                        | Lieux                            | Villes      |
| ------ | ---------- | ----------------------- | --------- | ---------------------------- | -------------------------------- | ----------- |
| 1960   | 20 février | Store Studio            | Oslo      | 4 février                    | Store Studio                     | Oslo        |
| 1961   | 18 février | NRK Studio A            | Oslo      |                              |                                  |             |
| 1962   | 18 février | Store Studio            | Oslo      |                              |                                  |             |
| 1963   | 10 février | NRK Studio A            | Oslo      |                              |                                  |             |
| 1964   | 15 février | Store Studio            | Oslo      |                              |                                  |             |
| 1965   | 13 février | Centralteatret          | Oslo      |                              |                                  |             |
| 1966   | 5 février  | Centralteatret          | Oslo      |                              |                                  |             |
| 1967   | 25 février | Centralteatret          | Oslo      |                              |                                  |             |
| 1968   | 2 mars     | Centralteatret          | Oslo      |                              |                                  |             |
| 1969   | 1er mars   | Store Studio            | Oslo      |                              |                                  |             |
| 1971   | 20 février | NRK Studio 1            | Oslo      |                              |                                  |             |
| 1972   | 19 février | NRK Studio 1            | Oslo      |                              |                                  |             |
| 1973   | 17 février | Chateau Neuf            | Oslo      |                              |                                  |             |
| 1974   | 16 février | NRK Studio 1            | Oslo      |                              |                                  |             |
| 1975   | 25 janvier | NRK Studio 1            | Oslo      |                              |                                  |             |
| 1976   | 7 février  | NRK Studio 1            | Oslo      |                              |                                  |             |
| 1977   | 19 février | NRK Studio 2            | Oslo      |                              |                                  |             |
| 1978   | 18 mars    | NRK Studio 2            | Oslo      |                              |                                  |             |
| 1979   | 10 février | NRK Studio 2            | Oslo      |                              |                                  |             |
| 1980   | 22 mars    | NRK Studio 2            | Oslo      |                              |                                  |             |
| 1981   | 7 mars     | NRK Studio 2            | Oslo      |                              |                                  |             |
| 1982   | 20 mars    | NRK Studio 2            | Oslo      |                              |                                  |             |
| 1983   | 26 février | NRK Studio 1            | Oslo      |                              |                                  |             |
| 1984   | 7 avril    | Chateau Neuf            | Oslo      |                              |                                  |             |
| 1985   | 30 mars    | Chateau Neuf            | Oslo      |                              |                                  |             |
| 1986   | 22 mars    | Stavanger Forum         | Stavanger |                              |                                  |             |
| 1987   | 28 février | Chateau Neuf            | Oslo      |                              |                                  |             |
| 1988   | 26 mars    | Chateau Neuf            | Oslo      |                              |                                  |             |
| 1989   | 11 mars    | Stavanger Forum         | Stavanger |                              |                                  |             |
| 1990   | 24 mars    | Hôtel Royal Christiania | Oslo      |                              |                                  |             |
| 1992   | 21 mars    | Oslo Spektrum           | Oslo      |                              |                                  |             |
| 1993   | 6 mars     | Chateau Neuf            | Oslo      |                              |                                  |             |
| 1994   | 26 mars    | Oslo Spektrum           | Oslo      |                              |                                  |             |
| 1995   | 1er avril  | NRK Studio 2            | Oslo      |                              |                                  |             |
| 1996   | 30 mars    | NRK Studio 2            | Oslo      |                              |                                  |             |
| 1997   | 8 février  | NRK Studio 2            | Oslo      |                              |                                  |             |
| 1998   | 28 février | NRK Studio 2            | Oslo      |                              |                                  |             |
| 1999   | 27 février | NRK Studio 2            | Oslo      |                              |                                  |             |
| 2000   | 4 mars     | NRK Studio 1            | Oslo      |                              |                                  |             |
| 2001   | 21 février | Oslo Spektrum           | Oslo      |                              |                                  |             |
| 2003   | 1er mars   | Oslo Spektrum           | Oslo      |                              |                                  |             |
| 2004   | 6 mars     | Oslo Spektrum           | Oslo      |                              |                                  |             |
| 2005   | 5 mars     | Oslo Spektrum           | Oslo      |                              |                                  |             |
| 2006   | 4 février  | Oslo Spektrum           | Oslo      | 1re demi-finale : 13 janvier | Finnmarkshallen                  | Alta        |
| 2006   | 4 février  | Oslo Spektrum           | Oslo      | 2e demi-finale : 20 janvier  | Nordlandshallen                  | Bodø        |
| 2006   | 4 février  | Oslo Spektrum           | Oslo      | 3e demi-finale : 27 janvier  | Framohallen                      | Bergen      |
| 2006   | 4 février  | Oslo Spektrum           | Oslo      | Dernière chance : 3 février  | Oslo Spektrum                    | Oslo        |
| 2007   | 10 février | Oslo Spektrum           | Oslo      | 1re demi-finale : 20 janvier | Finnmarkshallen                  | Alta        |
| 2007   | 10 février | Oslo Spektrum           | Oslo      | 2e demi-finale : 27 janvier  | Nordlandshallen                  | Bodø        |
| 2007   | 10 février | Oslo Spektrum           | Oslo      | 3e demi-finale : 3 février   | Brunstad Conference Center       | Stokke      |
| 2007   | 10 février | Oslo Spektrum           | Oslo      | Dernière chance : 9 février  | Oslo Spektrum                    | Oslo        |
| 2008   | 9 février  | Oslo Spektrum           | Oslo      | 1re demi-finale : 11 janvier | Sandvigå                         | Stavanger   |
| 2008   | 9 février  | Oslo Spektrum           | Oslo      | 2e demi-finale : 18 janvier  | Kongsvingerhallen                | Kongsvinger |
| 2008   | 9 février  | Oslo Spektrum           | Oslo      | 3e demi-finale : 25 janvier  | Nordlandshallen                  | Bodø        |
| 2008   | 9 février  | Oslo Spektrum           | Oslo      | Dernière chance : 6 février  | Stratos                          | Oslo        |
| 2009   | 21 février | Oslo Spektrum           | Oslo      | 1re demi-finale : 24 janvier | Kongsvingerhallen                | Kongsvinger |
| 2009   | 21 février | Oslo Spektrum           | Oslo      | 2e demi-finale : 31 janvier  | Nordlandshallen                  | Bodø        |
| 2009   | 21 février | Oslo Spektrum           | Oslo      | 3e demi-finale : 7 février   | Grenlandshallen                  | Skien       |
| 2009   | 21 février | Oslo Spektrum           | Oslo      | Dernière chance : 14 février | Sunnmørshallen                   | Ålesund     |
| 2010   | 6 février  | Oslo Spektrum           | Oslo      | 1re demi-finale : 8 janvier  | Hangar E, Ørland hovedflystasjon | Ørland      |
| 2010   | 6 février  | Oslo Spektrum           | Oslo      | 2e demi-finale : 16 janvier  | Bodø Spektrum                    | Bodø        |
| 2010   | 6 février  | Oslo Spektrum           | Oslo      | 3e demi-finale : 23 janvier  | Skien fritidspark                | Skien       |
| 2010   | 6 février  | Oslo Spektrum           | Oslo      | Dernière chance : 30 janvier | Sarpsborghallen                  | Sarpsborg   |
| 2011   | 12 février | Oslo Spektrum           | Oslo      | 1re demi-finale : 15 janvier | Hangar E, Ørland hovedflystasjon | Ørland      |
| 2011   | 12 février | Oslo Spektrum           | Oslo      | 2e demi-finale : 22 janvier  | Florø idrettssenter              | Florø       |
| 2011   | 12 février | Oslo Spektrum           | Oslo      | 3e demi-finale : 29 janvier  | Skien fritidspark                | Skien       |
| 2011   | 12 février | Oslo Spektrum           | Oslo      | Dernière chance : 5 février  | Sarpsborghallen                  | Sarpsborg   |
| 2012   | 11 février | Oslo Spektrum           | Oslo      | 1re demi-finale : 21 janvier | Hangar E, Ørland hovedflystasjon | Ørland      |
| 2012   | 11 février | Oslo Spektrum           | Oslo      | 2e demi-finale : 28 janvier  | Arena Larvik                     | Larvik      |
| 2012   | 11 février | Oslo Spektrum           | Oslo      | 3e demi-finale : 4 février   | Florø idrettssenter              | Florø       |
| 2013   | 9 février  | Oslo Spektrum           | Oslo      | 1re demi-finale : 19 janvier | Campus Steinkjer                 | Steinkjer   |
| 2013   | 9 février  | Oslo Spektrum           | Oslo      | 2e demi-finale : 26 janvier  | Florø idrettssenter              | Florø       |
| 2013   | 9 février  | Oslo Spektrum           | Oslo      | 3e demi-finale : 2 février   | Arena Larvik                     | Larvik      |
| 2014   | 15 mars    | Oslo Spektrum           | Oslo      | 1re demi-finale : 7 mars     | Folketeatret                     | Oslo        |
| 2014   | 15 mars    | Oslo Spektrum           | Oslo      | 2e demi-finale : 8 mars      | Folketeatret                     | Oslo        |
| 2014   | 15 mars    | Oslo Spektrum           | Oslo      | 3e demi-finale : 9 mars      | Folketeatret                     | Oslo        |
| 2015   | 14 mars    | Oslo Spektrum           | Oslo      |                              |                                  |             |
| 2016   | 27 février | Oslo Spektrum           | Oslo      |                              |                                  |             |
| 2017   | 11 mars    | Oslo Spektrum           | Oslo      |                              |                                  |             |
| 2018   | 10 mars    | Oslo Spektrum           | Oslo      |                              |                                  |             |
| 2019   |            |                         |           |                              |                                  |             |
| 2020   | 15 février | H3 Arena                | Fornebu   |                              |                                  |             |
| 2021   | 20 février | H3 Arena                | Fornebu   |                              |                                  |             |
| 2022   | 19 février | H3 Arena                | Fornebu   |                              |                                  |             |
| 2023   | 4 février  | Trondheim Spektrum      | Trondheim |                              | Screen Studio                    | Nydalen     |
| 2024   | 3 février  | Trondheim Spektrum      | Trondheim |                              |                                  |             |
| 2025   |            | Oslo Spektrum           | Oslo      |                              |                                  |             |

## Gagnants

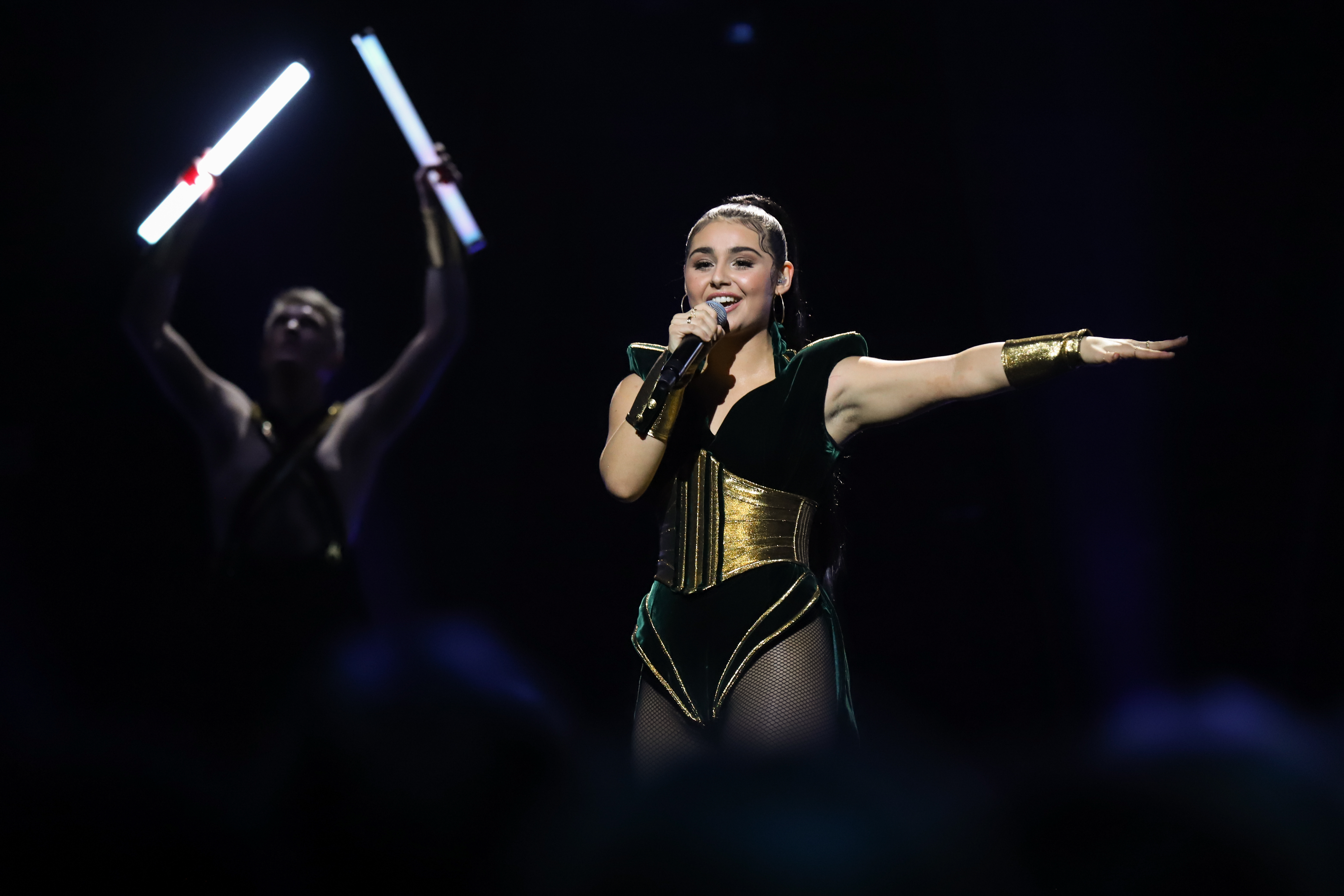
Alessandra Mele, gagnante de l'édition 2023

| Année | Gagnant                                      | Musique                          | Langue                |
| ----- | -------------------------------------------- | -------------------------------- | --------------------- |
| 1960  | Nora Brockstedt                              | Voi Voi                          | Norvégien             |
| 1961  | Nora Brockstedt                              | Sommer i Palma                   | Norvégien             |
| 1962  | Inger Jacobsen                               | Kom sol, kom regn                | Norvégien             |
| 1963  | Anita Thallaug                               | Solhverv                         | Norvégien             |
| 1964  | Arne Bendiksen                               | Spiral                           | Norvégien             |
| 1965  | Kirsti Sparboe                               | Karusell                         | Norvégien             |
| 1966  | Åse Kleveland                                | Intet er nytt under solen        | Norvégien             |
| 1967  | Kirsti Sparboe                               | Dukkemann                        | Norvégien             |
| 1968  | Odd Børre                                    | Stress                           | Norvégien             |
| 1969  | Kirsti Sparboe                               | Oj, oj, oj, så glad jeg skal bli | Norvégien             |
| 1971  | Hanne Krogh                                  | Lykken er                        | Norvégien             |
| 1972  | Benny Borg et Grethe Kausland                | Småting                          | Norvégien             |
| 1973  | Bendik Singers                               | It's Just a Game                 | Anglais, français     |
| 1974  | Anne-Karine Strøm et Bendik Singers          | The First Day of Love            | Anglais               |
| 1975  | Ellen Nikolaysen                             | Touch My Life (With Summer)      | Anglais               |
| 1976  | Anne-Karine Strøm                            | Mata Hari                        | Anglais               |
| 1977  | Anita Skorgan                                | Casanova                         | Norvégien             |
| 1978  | Jahn Teigen                                  | Mil etter mil                    | Norvégien             |
| 1979  | Anita Skorgan                                | Oliver                           | Norvégien             |
| 1980  | Sverre Kjelsberg et Mattis Hætta             | Sámiid ædnan                     | Norvégien             |
| 1981  | Finn Kalvik                                  | Aldri i livet                    | Norvégien             |
| 1982  | Jahn Teigen et Anita Skorgan                 | Adieu                            | Norvégien             |
| 1982  | Jahn Teigen                                  | Do-re-mi                         | Norvégien             |
| 1983  | Dollie De Luxe                               | Lenge leve livet                 | Norvégien             |
| 1984  | Bobbysocks                                   | La det swinge                    | Norvégien             |
| 1985  | Ketil Stokkan                                | Romeo                            | Norvégien             |
| 1986  | Kate                                         | Mitt liv                         | Norvégien             |
| 1987  | Karoline Krüger                              | For vår jord                     | Norvégien             |
| 1988  | Britt-Synnøve Johansen                       | Venners nærhet                   | Norvégien             |
| 1989  | Ketil Stokkan                                | Brandenburger Tor                | Norvégien             |
| 1990  | Just 4 Fun                                   | Mrs. Thompson                    | Norvégien             |
| 1992  | Merethe Trøan                                | Visjoner                         | Norvégien             |
| 1993  | Silje Vige                                   | Alle mine tankar                 | Norvégien             |
| 1994  | Elisabeth Andreassen et Jan Werner Danielsen | Duett                            | Norvégien             |
| 1995  | Secret Garden                                | Nocturne                         | Norvégien             |
| 1996  | Elisabeth Andreassen                         | I evighet                        | Norvégien             |
| 1997  | Tor Endresen                                 | San Francisco                    | Norvégien             |
| 1998  | Lars Fredriksen                              | Alltid sommer                    | Norvégien             |
| 1999  | Stig Van Eijk                                | Living My Life without You       | Anglais               |
| 2000  | Charmed                                      | My Heart Goes Boom               | Anglais               |
| 2001  | Haldor Lægreid                               | On My Own                        | Anglais               |
| 2003  | Jostein Hasselgård                           | I'm Not Afraid to Move On        | Anglais               |
| 2004  | Knut Anders Sørum                            | High                             | Anglais               |
| 2005  | Wig Wam                                      | In My Dreams                     | Anglais               |
| 2006  | Christine Guldbrandsen                       | Alvedansen                       | Norvégien             |
| 2007  | Guri Schanke                                 | Ven a bailar conmigo             | Anglais, espagnol     |
| 2008  | Maria Haukaas Storeng                        | Hold On, Be Strong               | Anglais               |
| 2009  | Alexander Rybak                              | Fairytale                        | Anglais               |
| 2010  | Didrik Solli-Tangen                          | My Heart Is Yours                | Anglais               |
| 2011  | Stella Mwangi                                | Haba Haba                        | Anglais, swahili      |
| 2012  | Tooji                                        | Stay                             | Anglais               |
| 2013  | Margaret Berger                              | I Feed You My Love               | Anglais               |
| 2014  | Carl Espen                                   | Silent Storm                     | Anglais               |
| 2015  | Mørland et Debrah Scarlett                   | A Monster Like Me                | Anglais               |
| 2016  | Agnete                                       | Icebreaker                       | Anglais               |
| 2017  | JOWST et Aleksander Walmann                  | Grab the Moment                  | Anglais               |
| 2018  | Alexander Rybak                              | That's How You Write a Song      | Anglais               |
| 2019  | KEiiNO                                       | Spirit in the Sky                | Anglais, same du Nord |
| 2020  | Ulrikke Brandstorp                           | Attention                        | Anglais               |
| 2021  | TIX                                          | Fallen Angel                     | Anglais               |
| 2022  | Subwoolfer                                   | Give That Wolf a Banana          | Anglais               |
| 2023  | Alessandra Mele                              | Queen of Kings                   | Anglais               |
| 2024  | Gåte                                         | Ulveham                          | Norvégien             |
| 2025  | Kyle Alessandro                              | Lighter                          | Anglais               |

## Orchestres
Jusque dans les années 2000, les morceaux étaient chantés en live accompagnés presque chaque année par l'orchestre de la radio nationale de Norvège.
Comme dans le Concours Eurovision de la chanson, dans les années 2000, l'orchestre disparaît dans le concours de présélection national. 
En 2015, l'orchestre fait son retour pour cette compétition et il fut utilisé pour six des onze chansons représentées lors de la finale.

## Au Concours Eurovision de la chanson

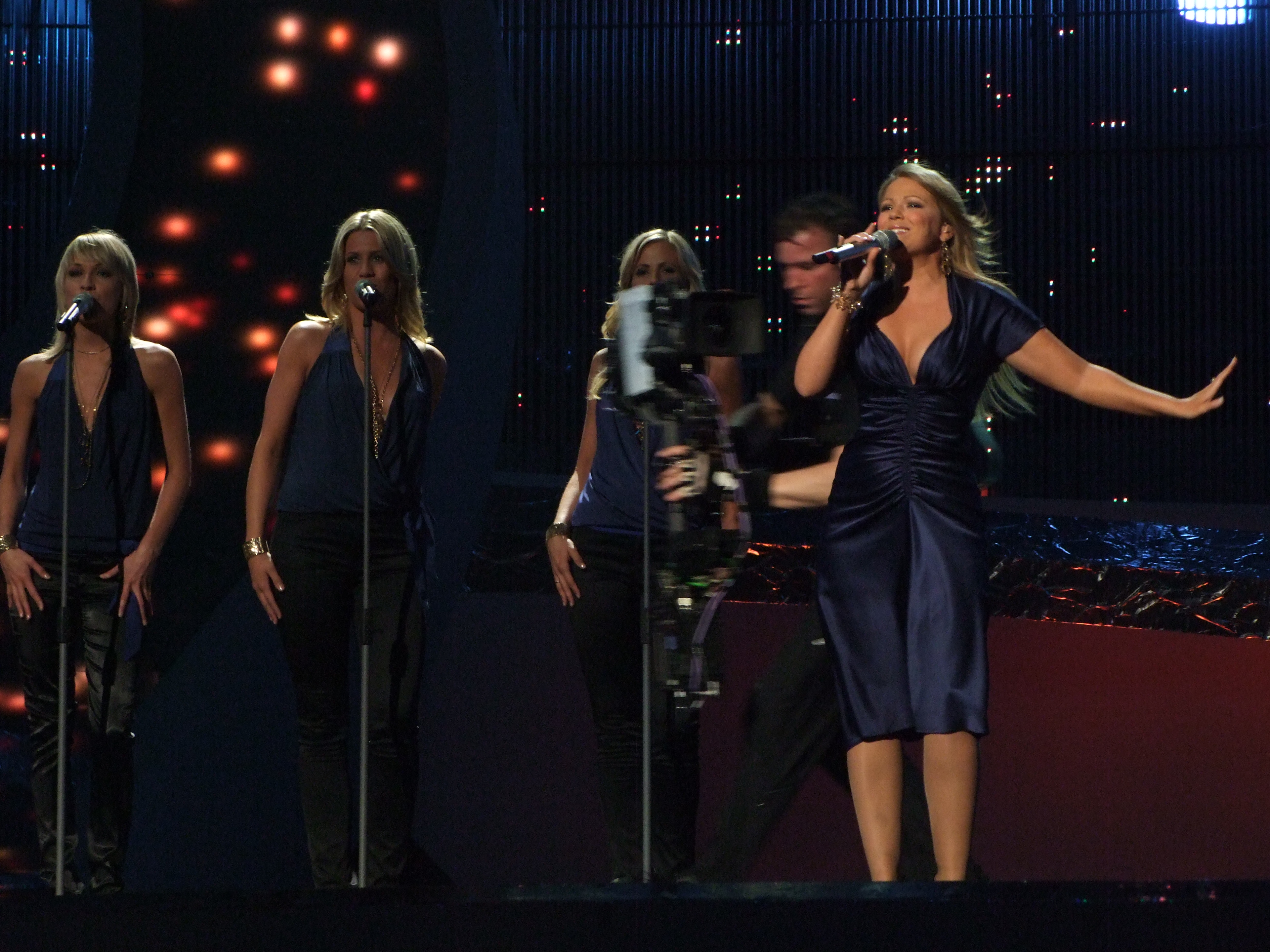
Maria Haukaas Storeng interprétant "Hold On Be Strong" à Belgrade (2008)

Tous les gagnants du Melodi Grand Prix ont représenté la Norvège au Concours Eurovision de la chanson.
Depuis sa première participation au 1960, la Norvège a gagné trois fois le Concours : 1985, 1995 et 2009.
En 2009, la Norvège devient le détenteur du record du plus grand nombre de points reçus avec 387 points et du pays qui a reçu le plus de douze points.
Cependant le record de points fut détrôné avec la mise en place d'un nouveau système de vote depuis l'édition 2016, qui favorise la hausse des scores : l'Ukraine a reçu 534 points, record lui-même battu l'année suivante par le Portugal, qui a reçu 758 points.
Ensuite, le record de douze points est tombé avec la chanson suédoise : Euphoria, qui a représenté la Suède à l'édition 2012 avec 18 douze points.